# Олбани (город, Миннесота)
Олбани (англ. Albany) — город в округе Стернс, штат Миннесота, США. На площади 5,75 км² (5,46 км² — суша, 0,28 км² — вода), согласно переписи 2010 года, проживают 2561 человек. Плотность населения составляет 468,6 чел./км².
Через город проходит межштатная автомагистраль I-94.
- Телефонный код города — 320
- Почтовый индекс — 56307
- FIPS-код города — 27-00622[1]
- GNIS-идентификатор — 0639241[2]

## Демография
По состоянию на 2010 год по данным переписи населения США численность населения составляла 2561 человек, насчитывалось 1030 домохозяйств, проживало 657 семей. Плотность населения — 468,6 чел./км², плотность размещения домов — 196 на км². Расовый состав: 97,6 % — белые, 0,2 % — азиаты, 0,2 % — чернокожие, 0,2 % — коренные американцы, 0,7 % — другие расы, 1 % — потомки двух и более рас. Средний возраст населения города — 33,4 года.